# Grevena (departement)
Grevena (Grieks: Γρεβενά, Grevená) was een Grieks departement (nomos) in de regio West-Macedonië. De hoofdstad is de gelijknamige stad en het departement had 37.964 inwoners (2001).

## Geografie
Het landschap wordt vooral bepaald door de bovenloop van de rivier de Aliakmonas en enkele zijrivieren, waaronder de Stavropotamos. In het westen ligt het Pindosgebergte.

## Plaatsen[2]
Door de bestuurlijke herindeling (Programma Kallikratis) werden de departementen afgeschaft vanaf 2011. Het departement “Grevena” werd een regionale eenheid (perifereiaki enotita). Er werden eveneens gemeentelijke herindelingen doorgevoerd, in de tabel hieronder “Gemeente” genoemd.
| Plaats           | Hoofdplaats (vroeger) | Postcode | Gemeente | Hoofdplaats van de gemeente |
| ---------------- | --------------------- | -------- | -------- | --------------------------- |
| Agios Kosmas     | Megaro                | 511 00   | Grevena  | Grevena                     |
| Avdella          |                       | 401 00   | Grevena  | Grevena                     |
| Chasia           | Karpero               | 511 00   | Deskati  | Deskati                     |
| Deskati          |                       | 512 00   | Deskati  | Deskati                     |
| Dotsiko          |                       | 411 00   | Grevena  | Grevena                     |
| Filippaioi       |                       | 511 00   | Grevena  | Grevena                     |
| Gorgiani         | Kipoureio             | 511 00   | Grevena  | Grevena                     |
| Grevena          |                       | 511 00   | Grevena  | Grevena                     |
| Irakleotes       | Agios Georgios        | 510 30   | Grevena  | Grevena                     |
| Mesolouri        |                       | 510 32   | Grevena  | Grevena                     |
| Perivoli         |                       | 511 00   | Grevena  | Grevena                     |
| Samarina         |                       | 511 00   | Grevena  | Grevena                     |
| Smixi            |                       | 401 00   | Grevena  | Grevena                     |
| Theodoros Ziakas | Mavranaioi            | 511 00   | Grevena  | Grevena                     |
| Ventzio          | Knidi                 | 511 00   | Grevena  | Grevena                     |